# Manuel Murguía
Manuel Antonio Martínez Murguía (Arteijo, 17 de mayo de 1833-La Coruña, 1 de febrero de 1923) fue un historiador y escritor español. Considerado un destacado impulsor del Rexurdimento gallego, junto a Rosalía de Castro, de quien fue marido. Fue el creador de la Real Academia Gallega.

## Biografía
Manuel Murguía nació el 17 de mayo de 1833 en el lugar de Froxel, en San Tirso de Oseiro, Arteijo, hijo de Juan Martínez de Castro y de María Concepción Murguía y Egaña, una guipuzcoana. Su padre era farmacéutico en la calle Garás de La Coruña, el cual muy pronto se establecería en Santiago de Compostela. Sería en este lugar justo donde Manuel presencie los sucesos del 23 de abril de 1846 (un levantamiento liberal en Galicia que termina con el fusilamiento de los denominados Mártires de Carral), que él narrará más tarde en un artículo titulado "La Voz de Galicia" con un enorme sentimiento; es de suponer que este episodio de la historia de Galicia influyó en su ideología romántico-liberal.
Murguía estudió Humanidades y Latín en Santiago de Compostela, obteniendo el grado de bachiller en 1850, y al mismo tiempo farmacia, carrera que inició por deseo de su padre. Sin embargo, Murguía tuvo muy claras sus preferencias, y así, el interés por la literatura y la historia le hicieron abandonar la carrera para dedicarse plenamente a su labor de escritor e investigador. En estos años, la vida cultural de Santiago giraba en torno al "Liceo de la Juventud", donde se daban cita estudiantes e intelectuales como Eduardo Pondal, Aurelio Aguirre y Rosalía de Castro. A los diecisiete años publicó su primera novela, «Desde el cielo».
El 1 de junio de 1854 Murguía publicó su primer texto en gallego, en el álbum de Elena Avendaño, unas seguidillas tituladas «Nena das Soidades». Murguía también colaboraba en periódicos y revistas de la época como La Iberia y Las Novedades, en las que consiguió mucho éxito –lo que le permitió publicar folletines con obras como «Desde el Cielo», «Mientras Duerme», «Mi madre Antonia», «El Ángel de la Muerte» y «Los Lirios Blancos», que lo hicieron aparecer como una de las promesas literarias del momento.

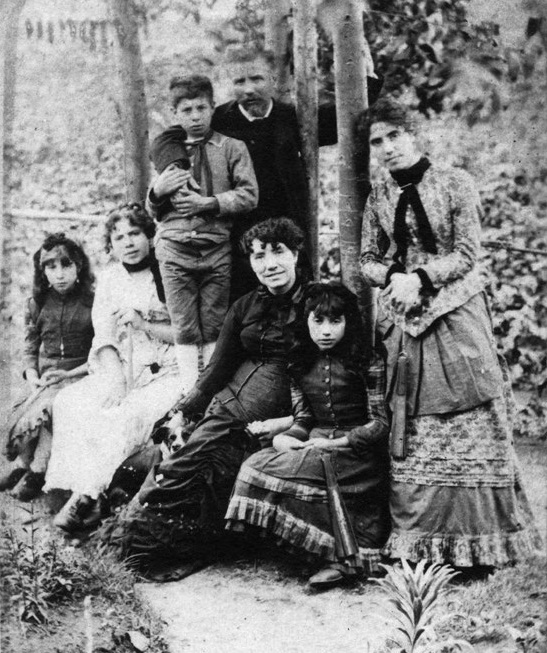
Murguía, Rosalía y familia.

Murguía se relacionó en Madrid, donde se había trasladado para finalizar la carrera, con escritores como los hermanos Valeriano y Gustavo Adolfo Bécquer, y también con Rosalía de Castro. Realizó una crítica de La Flor, el primer poemario de Rosalía de Castro, de forma que la relación entre ambos se fue estrechando hasta el punto de comprometerse y casarse posteriormente (el 10 de octubre de 1858) en la iglesia de San Ildefonso. Es indudable que Murguía fue una pieza de apoyo intelectual y social para Rosalía. Desde el principio, la animó en su carrera literaria y en la publicación de obras como Cantares gallegos, considerada el inicio del Rexurdimento literario gallego, e incluso llegó a publicar alguna obra suya sin su consentimiento.
Con motivo del nacimiento de su primera hija en 1859 publicó La Primera Luz, un libro de lecturas escolares estructurado en veinte temas de historia y geografía, que el Ministerio de Fomento recomendó para la enseñanza en las escuelas de Galicia.
Manuel Murguía colaboró en el ámbito periodístico de la época, en La Oliva, El Miño y La Patria Gallega, y dirigió El Diario de La Coruña y La Ilustración Gallega y Asturiana. Algo que se debe considerar como el primer puntal del Rexurdimento fue el cambio operado en Murguía cuándo dejó la labor creativa en 1860, tras conseguir un gran éxito, para dedicarse por completo a la investigación histórica y a la divulgación de ésta, así como a difundir el ideario político surgido, principalmente, de sus investigaciones.
Incorporó el antisemitismo como factor de fundamentación del galleguismo, delimitando una alteridad de lo celta y suevo frente a la «raza semita», que aglutinaría esta última los antivalores de la galleguidad. Influido por pensadores como Gobineau, Gumplowicz, Thierry o Macauly, manifestó su racismo en términos de «pureza racial», «permanencia de tipos étnicos» y «superioridad de unas razas frente a otras».
En 1862 Murguía remató su Diccionario de escritores gallegos y en 1865 marchó a vivir a Lugo, donde editó la Historia de Galicia. En 1868 fue elegido secretario de la Junta revolucionaria de Santiago, desencantándose a los pocos días. Ese mismo año fue designado como director del Archivo General de Simancas durante 20 meses. En 1870 fue nombrado archivero jefe del Archivo del Reino de Galicia y más tarde, en 1885, Cronista General del Reino. En 1886 (año en que murió Rosalía) publicó Los precursores, obra en la que hace una descripción de varios personajes de la vida cultural gallega, e inició un proceso de mitificación de la figura de su difunta mujer, vinculado a la reafirmación gallega. En 1890, Murguía dirigió junto con Alfredo Brañas La Patria Gallega, boletín donde se dieron las primeras claves de lo que iba a ser, con el tiempo, el pensamiento regionalista gallego. También en ese mismo año Murguía publicó durante unos Juegos Florales en Barcelona un discurso que fue muy aplaudido y que hizo que lo nombraran "Maestro en Gay Saber".[cita requerida] En este discurso habla del sentimiento histórico y cultural diferenciador de Galicia. Fue nombrado presidente de la Asociación Rexionalista Galega (ARG), la primera organización política de signo decididamente galleguista. En los Juegos Florales de Tuy de 1891, organizados por la ARG, se haría reivindicación del uso público del gallego, lengua en que Murguía pronunciaría el discurso inaugural.

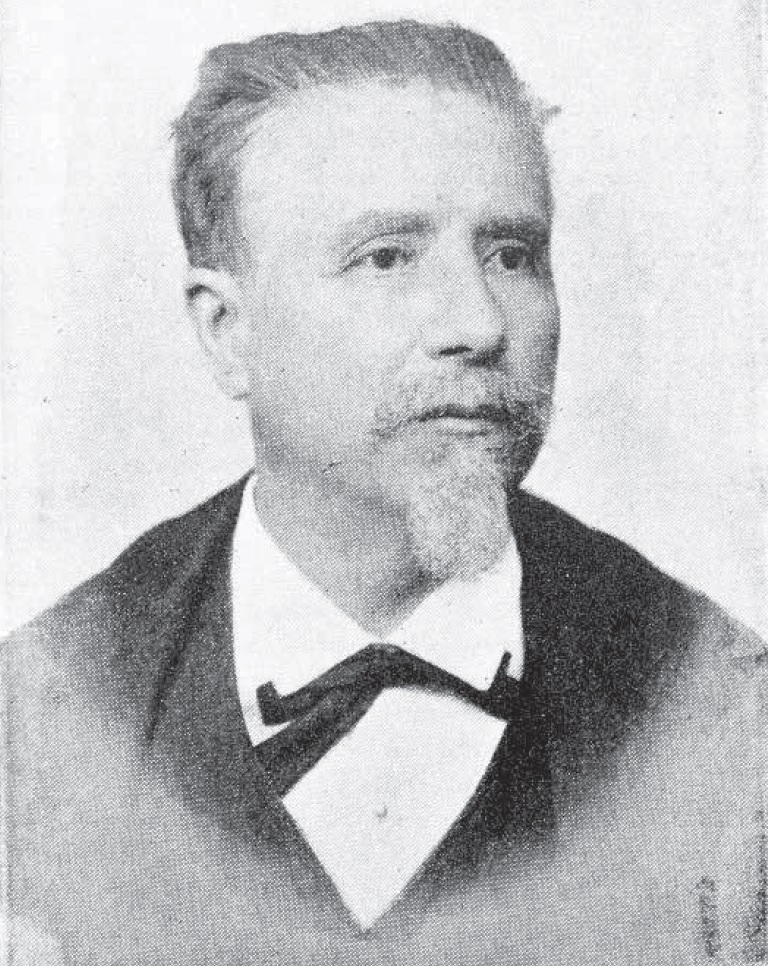
Manuel Murguía, Almanaque Gallego para 1900

Con 72 años surge en Murguía la idea de crear una Academia Gallega de la Lengua, idea que comunicó a otros escritores que se daban cita en una librería de La Coruña conocida con el nombre de A Cova Céltica. También en Murguía surgió el interés por crear un diccionario de la lengua gallega, porque se sentía falto de vocabulario; tal vez la inexistencia de este diccionario fue determinante para que su obra en gallego fuera tan escasa. Una vez dejado el archivo de la Delegación de Hacienda de La Coruña en 1905, y a instancias de Curros Enríquez y del Centro Gallego de La Habana se dedicó a la tarea de fundar la Real Academia Galega. El 25 de agosto de 1906 se aprobó la creación de la Real Academia Gallega, que presidiría hasta su muerte.

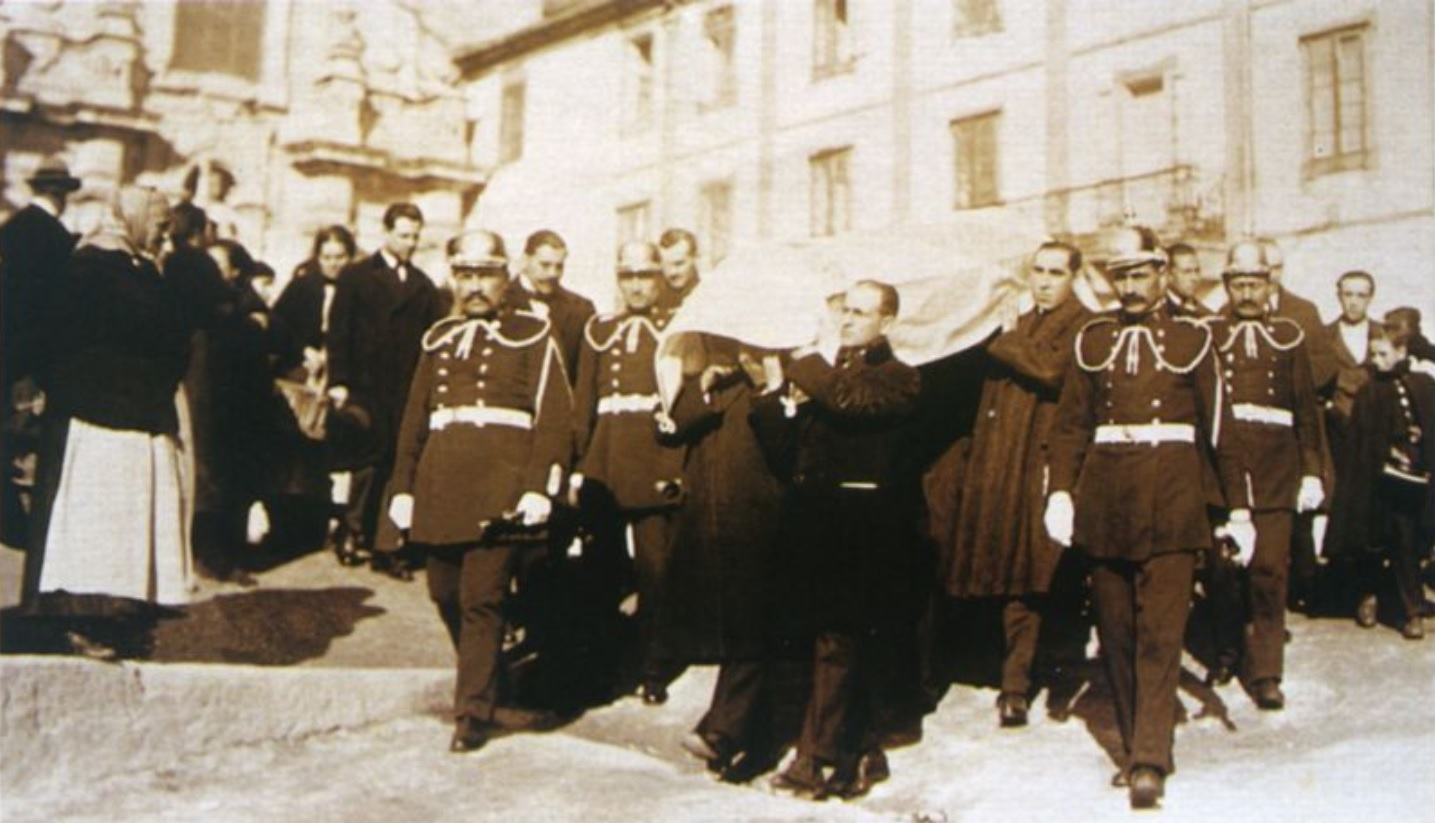
Entierro de Murguía.

Manuel Murguía falleció el 2 de febrero de 1923, en su casa de la calle de San Agustín de La Coruña. Se le dedicó el Día de las Letras Gallegas del año 2000. La revista de la Asociación Gallega de Historiadores se llama Murguía en su honor.

## Obra e influencias

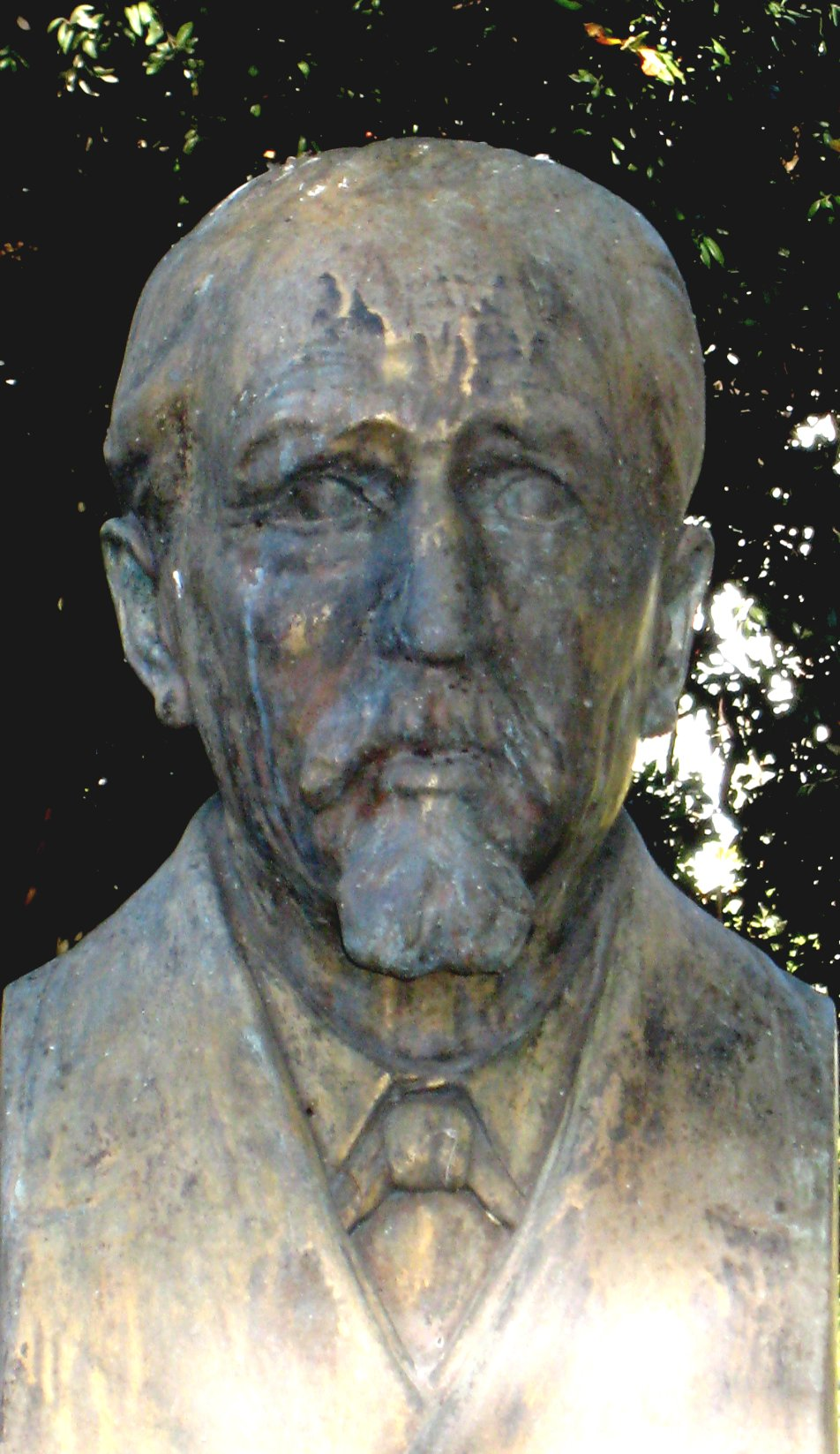
Busto en La Coruña.

Murguía fue un prolífico historiador, fundamental para la historiografía gallega y el nacionalismo gallego. Calificado por el historiador Xosé Ramón Barreiro como el "primer constructor de la nación", fue un importante intelectual a nivel gallego y español, en contacto con las últimas tendencias europeas. En su labor historiográfica, destaca su contribución a la historia de Galicia con obras como Los Precursores y su Historia de Galicia. Incorporó el antisemitismo como factor de fundamentación del galleguismo, delimitando una alteridad de lo celta y suevo frente a la «raza semita», que aglutinaría esta última los antivalores de la galleguidad. Estuvo influido por pensadores como Ernest Renan, Gobineau, Gumplowicz, Augustin Thierry, Thomas Macaulay, Herder o Carlyle, quienes citó frecuentemente. Manifestó su racismo en términos de «pureza racial», «permanencia de tipos étnicos» y «superioridad de unas razas frente a otras». Elaboró su Historia siguiendo el método historicista y las influencias arianistas, siendo la raza la columna vertebral del discurso de su obra, a la cual atribuía toda la energía histórica de la nacionalidad gallega.
En una carta del historiador Menéndez Pelayo a Gurmesindo Laverde, este realizó el siguiente juicio: "he leído el extravagantísimo libro de Murguía, Los Precursores, libro archirromántico, tristón y nebuloso y, lo que es peor, saturado de malas ideas de todos géneros, entre los cuales descuella su separatismo ridículo, que dudo mucho tenga renacer en Galicia". A lo que Laverde respondía: "No me sorprende lo que me dice del libro de Murguía. De ese pie cojean todas sus obras; tiene la manía del celtismo."
El clérigo compostelano, autor y profesor de Seminario Emilio Villelga, consideraba a Murguía y a Menéndez Pelayo como los intelectuales más prestigiosos de España en su momento.
Para el historiador Ramón Máiz, «el rasgo más singular del pensamiento murguiano viene dado por la radical superación de la tradicional ambigüedad y polisemia de la designación de GALIZA (provincia, región, nación, país...) en el galleguismo precedente (...), para decantarse nítidamente hacia la consideración fundamentalmente de su naturaleza nacional».

### Libros
- La primera luz, Vigo, Juan Compañel, 1860.
- Diccionario de escritores gallegos, Vigo, Juan Compañel, 1862.
- De las guerras de Galicia en el siglo XV y de su verdadero carácter, La Coruña, 1861.
- Historia de Galicia, T. I, Lugo, Soto Freire,1865, T. II, Lugo, Soto Freire, 1866, T. III, La Coruña, Libr. de A. Martínez Salazar, 1888, Tomo IV, La Coruña, Libr. de E. Carré Aldao, 1891, T.V, La Coruña, 1911.
- Memoria relativa al Archivo Regional de Galicia, La Coruña, 1871.
- Biografía del P. M. Fr. Benito Gerónimo Feijóo, Santiago, Est. Tip. de El Diario, 1876.
- El foro, Madrid, Libr. de Bailly Bailliere, 1882.
- El arte en Santiago durante el siglo XVIII y noticia de los artistas que florecieron en dicha ciudad y centuria, Madrid, Est. Tip. de Fernando Fé, 1884.
- Los Precursores, La Coruña, Latorre y Martínez Editores, Biblioteca Gallega, 1886.
- Galicia, Barcelona, Daniel Cortezo, 1888.
- El regionalismo gallego, La Habana, Imp. La Universal, 1889.
- En prosa, (contiene la novela El puñalito), La Coruña, 1895.
- Don Diego Gelmírez, La Coruña, Imprenta y Librería de Carré, 1898.
- Los trovadores gallegos, La Coruña, Imp. de Ferrer, 1905.
- Apuntes históricos de la provincia de Pontevedra, folletín de La Temporada, Mondariz, Imp. del Establecimiento, 1913.
- Política y sociedad en Galicia, Madrid, Akal, Arealonga, 8, 1974, ed. de X. Alonso Montero

### Relatos
- Un can-can de Musard (cuento), 1853.
- Un artista (cuento), Madrid, 1853; con el título de "Ignotus" en Los Precursores (1886).
- Desde el cielo, (novela), Madrid, La Iberia, 1854; Vigo, Imp. de La Oliva, 1856; Madrid, Biblioteca de Escritores Gallegos, 1910.
- Luisa (cuento), Madrid, 1855 y La Coruña, 1862.
- La Virgen de la Servilleta, (novela), Madrid, 1855.
- El regalo de boda (novela), La Iberia, Madrid, 1855.
- Mi madre Antonia (novela), Vigo, La Oliva, 1856.
- Don Diego Gelmírez (novela), Madrid, La Oliva, 1856.
- El ángel de la muerte (novela), Madrid, La Crónica, 1857.
- La mujer de fuego (novela), Madrid, 1859.
- La amiga en hielo (cuento), Vigo, 1883
- El amanecer (cuento), La Coruña, 1855.
- El dios de la niebla (novela), Madrid, 1875.
- Rey Dan (novela), Madrid, 1865.
- La nada (novela), La Coruña, 1888.
- Champan (cuento), Madrid, 1875.
- El sin fin (novela), Vigo, 1854.

## Poemas
- Nena d’as soidades (poema), La Oliva, 27-2-1856.
- Madrigal (poema), La Oliva, 8-3-1856.
- La flor y el aire (poema), La Oliva, 19-3-1856.
- A una paloma (poema), La Oliva, 3-5-1856.
- A las ruinas del Castillo de Altamira (poema), La Oliva, 31-5-1856.
- En un Álbum (poema), La Oliva, 31-5-1856.
- Al partir (poema), Galicia (La Coruña), 1862, páx. 39.
- Tres poemas na antoloxía El Álbum de la Caridad, La Coruña, 1862. Son los poemas Madrigal, Nena d’as soledades y Gloria.
- Sueños dorados (poema), en García Acuña (177) y antes en el Álbum de El Miño.
- Ildara de Courel (poema), en García Acuña (177-178).
- Soneto de Pardo de Cela (poema), en García Acuña (179).
- Los versos fueron mi ilusión primera (poema de 1903), en Naya (1950: 104).